# Kettenstrebenschutz

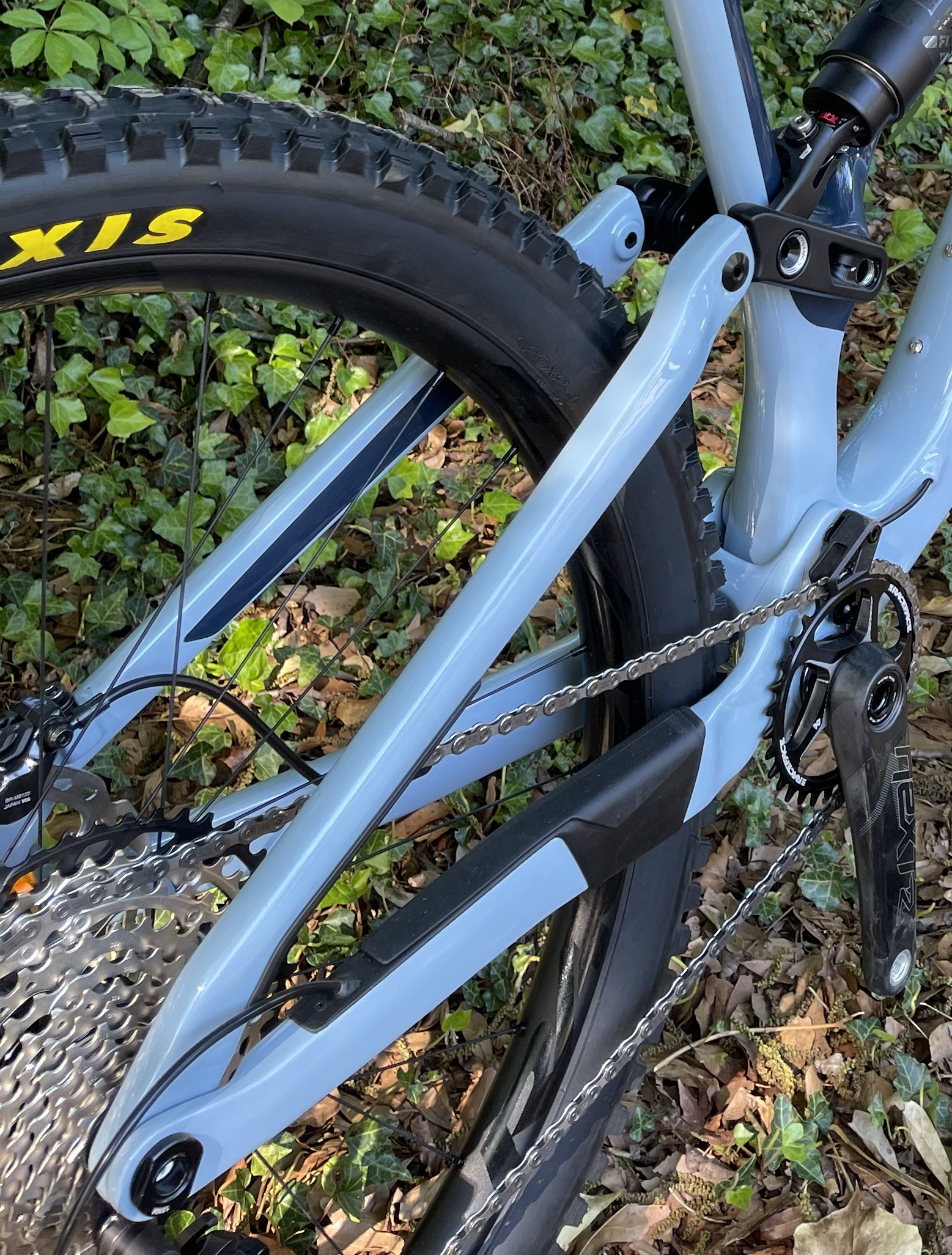
Kettenstrebenschutz an einem Mountainbike

Der Kettenstrebenschutz verhindert vor allem beim Geländefahren beim Mountainbiking das Schlagen der Fahrradkette auf den Rahmen bzw. die Kettenstrebe.
Häufig findet man diesen Schutz aus widerstandsfähigem Neopren, der damit die Geräusche der aufschlagenden Kette auf den Rahmen mindert und zuverlässig Kratzer auf der Kettenstrebe verhindert. Zahlreiche Firmen bieten den Kettenstrebenschutz auch als dünne Folie zum Aufkleben oder auch einen individuellen Kettenstrebenschutz aus Neopren mit eigenem Wunschmotiv bzw. Wunschtext an.